# Sclerurus cearensis
El tirahojas de Ceará (Sclerurus cearensis), es una especie (o subespecie, dependiendo de la clasificación adoptada), de ave paseriforme perteneciente al género Sclerurus de la familia Furnariidae. Es endémico del noreste de Brasil.

## Distribución y hábitat
Se distribuye en el noreste de Brasil (Ceará hacia el sur hasta el norte de Bahia).
Su hábitat natural es el suelo, o cerca de él, en el interior de selvas húmedas tropicales residuales.

## Descripción
El tirahojas de Ceará mide entre 18,4 y 19,3 cm de longitud y pesa entre 30 y 36 g. Su plumaje es parecido al anteriormente conespecífico Sclerurus scansor pero ligeramente más brillante en el dorso y partes inferiores; es de color pardo oscuro por arriba, con la rabadilla rufo castaño y la cola negruzca; el pecho es de color castaño rojizo y la garganta es de color blanquecino, sin veteado oscuro; por abajo es pardo grisáceo.

### Vocalización
El canto, típicamente un rateado rápido seguido de una serie de silbidos aflautados arrastrados, cuyo timbre es ascendiente y aumenta su amplitud al final, es significativamente diferente del rateado rápido descendiente en el timbre hacia el final y que desacelera ligeramente de S. scansor.

## Estado de conservación
El tirahojas de Ceará ha sido calificado como amenazado de extinción en grado vulnerable por la Unión Internacional para la Conservación de la Naturaleza (IUCN) debido a que su población, todavía no cuanificada, se sospecha estar en decadencia y severamente fragmentada por causa de la continua destrucción de su hábitat en su ya pequeña zona de distribución.

## Sistemática

### Descripción original
La especie S. cearensis  fue descrita por primera vez por la ornitóloga germano - brasileña Maria Emilie Snethlage en 1924 bajo el mismo nombre científico; localidad tipo «São Paulo, Serra do Ibiapaba, Ceará».

### Etimología
El nombre genérico masculino «Sclerurus» deriva del griego «sklēros»: rígido, y «oura»: cola; significando «de cola rígida»; y el nombre de la especie «cearensis», proviene del latín moderno: de Ceará.

### Taxonomía
El presente taxón es tratado como conespecífico con Sclerurus scansor por clasificaciones como el Congreso Ornitológico Internacional (IOC) y Clements Checklist v.2018, y como especie separada por Aves del Mundo (HBW) y Birdlife International (BLI) con base en diferencias morfológicas y de vocalización, y con soporte de análisis genéticos de D'Horta et al (2013); el Comité Brasileño de Registros Ornitológicos (CBRO) también sigue esta separación.
Es monotípica.